# Fate의 등장인물 목록
Fate의 등장인물 목록이다.

## 마스터
- 에미야 시로(일본어: 衛宮 士郞, えみや しろう
  - 성우 : 스기야마 노리아키 / 김영선

이 작품의 주인공이자 우연히 성배 전쟁에 휘말린 반쪽짜리 마술사이며 서번트 세이버의 마스터이자 투영마술의 사용자이다. 10년 전 대화재에서 홀로 살아남아 에미야 키리츠구의 양자로 자란다. 그리고 에미야 키리츠구 사후 에미야 가문의 사실상 당주가 된다. 자신을 구해 준 키리츠구를 따라 정의의 사자가 되기로 하고 그 때문에 세이버를 구하려다 버서커의 칼에 맞기도 한다. 자신의 서번트 세이버와 짓궂은 조언자인 토오사카 린의 도움을 받아 성배전쟁의 참모습을 파헤치게 된다. 10년 전에 생존할 수 있었던 사연과 세이버를 소환할 수 있었던 이유는 Fate 루트를 통해 차츰 밝혀진다. 그리고 원래 마술사 가계가 아닌 그가 어떻게 마술사의 재능을 가지는지는 ubw루트에서 밝혀진다.
- 토오사카 린(일본어: 遠坂 凛, とうさか りん)
  - 성우 : 우에다 카나 / 정미숙

린 프로필:
| 신장   | 159cm             |
| 체중   | 47kg              |
| 생일   | 2월 3일           |
| 별자리 | 물병자리 (점성술) |
| 혈액형 | O형               |

에미야 시로와 같은 학년의 소녀로, 성배전쟁을 오래전부터 준비해 온 토오사카 가의 당주. 서번트 아처의 마스터이며 상당한 마력을 갖고 있다. 사용하는 마술은 보석마술. 평소에는 학교의 아이돌로 정평이 나 있지만, 알고 보면 사람을 부려 먹고 놀리는 등 상당히 나쁜 취미를 갖고 있다. 게임 내에서는 Unlimited Blade Works 루트의 메인 히로인이다.
- 마토 사쿠라(일본어: 間桐 桜, まとう さくら)
  - 성우 : 시타야 노리코 / 이선

사쿠라 프로필:
| 신장   | 156cm      |
| 체중   | 46kg       |
| 생일   | 3월 2일    |
| 별자리 | 물고기자리 |
| 혈액형 | O형        |

에미야 시로의 학교 후배, 미소녀물의 여동생 이미지의 소녀이며, 서번트 라이더의 진짜 마스터이다. 허수속성 보유자지만 어릴 적에 마토 조켄의 주도하에 마토 가에 입양되어 그곳에서 자라서 마토 가의 후계자로 낙점되어서 마술속성이 개조당한다. 실제로는 토오사카 린의 친여동생으로, 한 사람만이 후계자가 되어야 하는 마술사 세계에서 후계자가 되지 못하자 입양을 원하는 마토 가문에 아버지인 토오사카 토키오미(遠坂 時臣)가 양녀로 보낸다. 게임 내에서는 Heaven's Feel 루트의 메인 히로인이다.
- 이리야스필 폰 아인츠베른(독일어: Illyasviel von Einzbern)
  - 성우 : 카도와키 마이 / 정윤정

이리야 프로필:
| 신장   | 133cm                                           |
| 체중   | 34kg                                            |
| 생일   | 페스나 이리야-11월 20일 프리즈마 이리야-7월20일 |
| 별자리 | [페스나-전갈자리 프리즈마-게자리]               |

독일에서 온 소녀 마술사이며 서번트 버서커의 마스터다. 아인츠베른 家 대표로써 성배전쟁에 참가하기 위해, 무대가 되는 후유키시로 온다. 에미야 키리츠구의 친딸이기도 하다. Fate 루트에서는 성배의 그릇으로 나온다. 보기에는 초등학교 3~4학년 정도의 어린 여자아이지만, 실제로는 시로보다 나이가 많다. 시로를 오빠라고 부르면서 따르며 좋아한다.
- 마토 신지(일본어: 間桐 慎二, まとう しんじ)
  - 성우 : 카미야 히로시 / 김일

시로와 같은 학교에 다니는 동급생이다. 또, 학교의 남자 아이돌이자 궁도부 부주장으로 마토 사쿠라의 오빠이다. 성배전쟁을 계획한 세 마술사 가문 (아인츠베른, 마토, 토오사카) 중 마토 가문의 마지막 후손이지만,마술회로의 부재로 마술도 사용할 수 없다. 그러나 마토 가의 마도서를 읽고, 자신이 마술사의 후손이라는 것을 알고는 묘한 우월감과 자만심에 빠져 있다. Fate 루트,UBW 루트, Heaven's Feel 루트에서 겉으로는 서번트 라이더의 마스터이다. 하지만 실제 라이더의 마스터는 사쿠라이다. 이게 가능한 이유는 사쿠라가 마술예장(위신의 서)이라는 마도구를 신지에게 주어 라이더의 마스터 대리를 맡긴 것. Fate루트와 애니메이션에서는 세이버에게 라이더를 잃자 도망치던 중 이리야스필의 버서커에게 살해당한다. UBW 루트에서는 길가메쉬에 의해 성배의 재물이 되어 죽을 뻔 했으나 결국 살아남았다. 이후 사쿠라와는 화해한 듯. HF루트에서는 사쿠라에게 살해당한다.
- 코토미네 키레이(일본어: 言峰 綺礼, ことみね きれい)
  - 성우 : 나카타 죠지 / 김일

키레이 프로필:
| 신장   | 193cm             |
| 체중   | 82kg              |
| 생일   | 12월 28일         |
| 별자리 | 염소자리 (점성술) |
| 혈액형 | B형               |

성당교회 대행자이다. 이번 성배전쟁의 감독관 역할을 하고 있지만 성배를 만들어 세계를 저주하고자 하는 뒤틀린 욕망의 소유자이다. 이미지를 보는 순간 흑막임을 알 수 있는 남자이다. 4차 성배전쟁 때 어쌔신과 아처의 마스터이다. 팔극권의 달인이며, 성당교회의 대행자이다. 그렇기에 세례영창이라는 성당교회 공인 마술도 사용한다. Heaven's Feel 루트에서 매운 마파두부를 먹는 것으로 인해 마파두부가 코토미네의 상징이 되었다.
- 쿠즈키 소이치로(일본어: 葛木 宗一郎, くずき　そういちろう)
  - 성우 : 나카타 카즈히로 / 위훈

호무라하라 학원의 윤리 교사로, 류도사에 머물고 있다. 마술사가 아니고 성배를 원하지 않음에도 캐스터와 계약한다. 격투 실력이 매우 뛰어나 캐스터의 강화 마술로 지원받고서 세이버와 싸워 이기기도 한다. 마스터가 서번트와 싸울 수 있는 몇 안되는 경우 중 하나다. 매우 냉담한 성격으로, 죽을 때에도 의연하다. 페이트/할로우 아타락시아(Fate/Hollow Ataraxia)에서 쿠즈키 소이치로의 과거가 나온다.
- 에미야 키리츠구(일본어: 衛宮 切嗣):
  - 성우 : 코야마 리키야

에미야 프로필:
| 신장   | 175cm             |
| 체중   | 67kg              |
| 생일   | 11월 11일         |
| 별자리 | 전갈자리 (점성술) |
| 혈액형 | AB형              |

서번트 세이버의 마스터. Fate/Zero의 주인공으로, 아이리스필 폰 아인츠베른의 남편이자 이리야스필 폰 아인츠베른의 친부. 또한 페이트/스테이 나이트의 주인공인 에미야 시로의 양아버지이기도 하다. 어느 파벌에도 속하지 않은 프리랜서이자, 돈만 준다면 의뢰인이 시키는 건 뭐든지 실행하는 청부업 마술사. 정통 마술사들 사이에선『마술사 킬러』 라는 닉네임으로 악명을 떨치고 있다. "다수를 살리기 위해 소수를 희생시킨다."라는 원칙을 고수하며, 자신의 이상인 '정의의 사자'와 세계의 평화를 이루기 위하여 수단과 방법을 가리지 않고 수많은 인간을 죽여왔다. 그러나 자신의 힘만으론 이상의 달성에 한계가 있다는 사실을 느끼고 최후의 수단인 『성배』에 모든것을 걸게된다. 마침 4차 성배전쟁에 참가해 달라는 아인츠베른 가문의 제안이 들어오고, 그는 곧바로 아인츠베른측의 마스터로서 참가하게 된다. 모든일에 신중을 기하는 계산적 & 냉혹한 성격이나 속마음은 여리고 착한 사람. 마술을 현대적 병기나 장비에 접목시켜 마술사 암살에 특화된 전법을 구사하는게 특기이다.
주무장은 『톰슨 센터 컨텐더』란 권총이며, 여기에 자신의 갈비뼈 가루를 봉입한 비장의 『기원탄』을 장전하여 적을 끝장낸다. 특히 기원탄은 피격당한 대상이 마술사일 경우 마술회로를 강제로 폭주시켜 치명적인 타격을 주는 대마술사 전용 탄환이다. 이외에 에미야 가문에서 전해 내려오는 고유결계를 시간조작 마술로써 사용하는 고유시제어를 사용한다. 서로의 가치관이 너무나 다르기에 자신의 서번트인 세이버와의 관계가 정말 안좋으며, 이는 작중 최후반부에 최악의 결과를 초래한다.
- 토오사카 토키오미(일본어: 遠坂 時臣):
  - 성우 : 하야미 쇼

토키오미 프로필:
| 신장   | 177cm               |
| 체중   | 68kg                |
| 생일   | 6월 16일            |
| 별자리 | 쌍둥이자리 (점성술) |
| 혈액형 | O형                 |

서번트 아쳐의 마스터. 토오사카 가문의 5대 당주이며, 협회로부터 후유키시의 관리를 인정받은 세컨드 오너(Second owner)의 직책을 맡고있다. 특기는 보석마술과 자신의 마술속성인 불(火)을 이용한 화염마술. 마술사로서의 품격과 정신을 자랑스럽게 생각하는 정통파 마술사로 『언제라도 여유있고 우아하게』라는 가훈을 몸소 실천한다. 단, 마술사로서의 정신을 지나치게 추구하여 일반인의 가치관을 전혀 이해하지 못하는 극보수적 모습을 보인다. 그가 성배를 추구하는 목적은 모든 마술사들의 목표인『근원』으로의 도달 한가지 뿐. 4차 성배전쟁에서는 평소에 친분이 두텁던 성당교회와의 뒷거래를 통하여 전폭적인 지원을 받게 되며, 성배전쟁의 감독이자 절친인 사이인 리세이 신부의 아들 키레이를 제자로 받아들여 서포트 역할을 맡긴다. 작중에선 자신의 서번트인 길가메쉬를 왕으로 받들며 산하로서의 예의를 표시하지만, 길가메쉬가 멋대로 실채화하여 후유키시의 유흥가를 드나들기에 골치를 썩히는중. 작중 후반부에 길가메쉬의 꼬드김에 넘어간 제자 키레이가 배신을 하는 바람에 살해된다.
- 코토미네 키레이(일본어: 言峰 綺礼):
  - 성우 : 나카타 죠지

키레이 프로필:
| 신장   | 185cm             |
| 체중   | 82kg              |
| 생일   | 12월 28일         |
| 별자리 | 염소자리 (점성술) |
| 혈액형 | B형               |

서번트 어쌔신의 마스터. 이번 성배전쟁의 감독인 코토미네 리세이 신부의 아들로, Fate/Zero 최고의 악역으로 손꼽히는 인물. 성당교회 소속으로, '이단심문전투원'으로 불리는 『대행자(Executor)』출신이다. 자신이 진정으로 원하는 게 무엇인지에 대한 깊은 갈등을 품고 있으며, 해답을 찾기 위하여 누구보다도 독실한 천주교 신자로서 살아왔다. 그러던중 성당교회와 친분이 두터운 인물인 마술사 토키오미를 서포트하라는 명령에 의하여 4차 성배전쟁에 참전한다. 4차 성배전쟁 개막 3년 전에 자신의 손등에 생긴 령주에 의하여 마스터로서 참여할 기회를 사전에 얻었다. 오로지 토키오미의 승리를 위하여 자신의 서번트인 어쌔신의 뛰어난 첩보전 능력을 이용하여 다른 마스터와 서번트의 정보를 수집하는 일만을 수행하는데, 도중 자신과 비슷한 행적을 보인 에미야 키리츠구에게 흥미를 느끼고, 반드시 그와 만나기를 소망하고 있다. 작중에선 초일류급의 대행자로서 묘사되는데, 주무기인『흑건』과 절대 고수의 영역에 다다른 무술인『팔극권』을 100% 활용하여 괴물 같은 전투력을 보여준다. Fate/Zero를 통하여 널리 알려진 사실이지만, 훗날 길가메쉬의 꼬드김에 넘어가 스승인 토키오미를 살해하고 길가메쉬의 새로운 마스터가 되어 엄청난 음모를 꾸민다.
- 웨이버 벨벳(영어: Waver Velvet):
  - 성우 : 나미카와 다이스케

벨벳 프로필:
| 신장   | 157cm             |
| 체중   | 50kg              |
| 생일   | 10월 3일          |
| 별자리 | 천칭자리 (점성술) |
| 혈액형 | B형               |

서번트 라이더의 마스터. 벨벳가문의 3대 당주이자, 마술협회의 마술사 양성기관인 시계탑에 소속된 견습 마술사. 재능도 권력도 없는 새내기 마술사이나, 자신의 마술실력을 높게 평가하는 허영심 충만의 소년. 자신의 재능을 알리고 수련하기 위하여 시계탑에서 입학하나, 권력과 인맥만이 모든걸 결정하는 마술사 세계에서 인정받지 못하며 무시만 당한다. 이러한 사실을 비판하기 위하여 회심의 논문을 제출하지만, 스승인 '케이네스 엘멜로이 아치볼트'에 의하여 논문을 찢기고 엄청난 굴욕을 당하게 된다. 복수심에 불탄 웨이버는 스승과 시계탑 녀석들에게 자신의 천재성을 인정받기 위하여 성배전쟁에 참가할 결심을 굳힌다. 마침 4차 성배전쟁에 참여하는 스승 케이네스가 서번트 소환용으로 마련한 성유물을 운좋게 가로채게 되고, 이후 4차 성배전쟁에 참여할 마스터로 선택된다. 작중에선 쾌활하고 대범한 성격인 자신의 서번트 라이더 때문에 여러 가지 고생을 하지만, 그아 생사고락을 함께하며 허영심 덩어리에 소심했던 성격이 많이 개선되는 모습을 보여주게 된다. 결국 성배전쟁에서 탈락하게 되지만, 라이더에 의한 정신적 성장이 밑거름이 되어 훗날 엄청나게 유명한 마술사로 성공하게 된다. 일부에선 Fate/Zero의 또 하나의 주인공으로 평가하기도 한다.
- 케이네스 엘멜로이 아치볼트(영어: Kayneth El-Melloi Archibald):
  - 성우 : 야마자키 타쿠미

아치볼트 프로필:
| 신장   | 181cm           |
| 체중   | 62kg            |
| 생일   | 4월 11일        |
| 별자리 | 양자리 (점성술) |
| 혈액형 | B형             |

서번트 랜서의 마스터. 9대째 이어진 유명 마술사 가문 『아치볼트』의 장남. 여기에 시계탑 학부장 딸과 약혼까지 하였고, 젊은 나이에 시계탑 강령과 강사자리에 오른 천재. 케이네스의 이러한 경력은 협회의 인정을 받아 탑클래스의 마술사에게 수여된다는『로드(Lord)』의 칭호까지 받았는데, 이 때문에 통칭 [로드 엘멜로이 (Lord El-Melloi)]로 불린다. 성배전쟁의 승리자라는 개인의 업적을 추가하기 위하여 참여 중. 원래는 정복왕 이스칸달을 서번트로 소환할 예정이였지만, 제자인 웨이버가 소환용 성유물을 중간에 빼돌려 튀는 바람에 2순위로 마련한 촉매로 창술의 달인 '디어뮈드 오 디나'를 랜서로 소환하여 참전한다. 성공만을 맛보며 살아온 귀족 마술사이기에 자만심이 매우 강하며, 자신의 뜻대로 일이 진행되지 않으면 짜증을 부리는 등 성격은 매우 쪼잔하며 재수없다.
특기는 물(水)과 바람(風)의 이중의 마술속성을 지닌 자신의 특성을 최대한으로 끌어낸 월령수액이란 마술예장 사용. 이 이외에도 전반적인 마술 지식이 풍부하여 여러 가지 마술공격에 일가견이 있다. 작중 중반부에 키리츠구네 아지트에 쳐들어오지만 마술사를 상대하는데 일가견이 있는 키리츠구의 함정에 빠져 호된 꼴을 당하고 폐인이 된다. 이후 부상을 치료하고 다시 참전하지만 또다시 키리츠구의 술책에 빠지는 바람에 약혼자인 솔라우와 함께 사망.
- 우류 류노스케(일본어: 雨生 龍之介):
  - 성우 : 이시다 아키라

류노스케 프로필:
| 신장   | 174cm             |
| 체중   | 65kg              |
| 생일   | 1월 31일          |
| 별자리 | 물병자리 (점성술) |
| 혈액형 | B형               |

서번트 캐스터의 마스터. 겉보기엔 평범한 청년이나, 인간을 살해하며 흥분과 쾌락을 느끼는 미치광이 연쇄살인마. 말버릇은 "COOL!". 본래 성배전쟁과는 아무런 관련이 없는 인물이나, 우연하게 발견한 고서적에 적힌 성배전쟁에 관한 이야기에 빠지게 되었고, 서적에 적힌대로 서번트 소환의식을 반장난삼아 실행한 것을 계기로 마스터가 되었다. 그러나 성배에는 전혀 관심이 없으며, 캐스터가 보여주는 짜릿하고 신선한 살인을 즐기는데만 관심을 쏟는다. 작중에선 캐스터와 함께 납치해온 사람들을 살해하고 그 시체를 이용하여 자신만의 예술작품을 완성하겠다는 목표를 보이지만, 3권에서 캐스터가 후유키시 미온강에 소환한 심해의 괴물을 보고 흥분하던 중 에미야 키리츠쿠에 의해 저격당해서 사망.
- 마토 카리야(일본어: 間桐 雁夜):
  - 성우 : 신가키 타루스케

카리야 프로필:
| 신장   | 173cm           |
| 체중   | 55kg            |
| 생일   | 3월 22일        |
| 별자리 | 양자리 (점성술) |
| 혈액형 | AB형            |

서번트 버서커의 마스터. 마토 뱌쿠야의 동생으로, Fate/Stay Night의 등장인물인 마토 신지에겐 작은 아버지. 어릴 적부터 뛰어난 마술적 재능을 지녀 차기 당주로 주목 받았으나, 저주스러운 마토의 당주인 조켄과 마술사라는 족속들을 증오하여 가문과의 인연을 끊고 어딘가로 잠적하였다. 훗날 4차 성배전쟁 개막 1년 전, 과거 짝사랑했던 여성인 아오이를 만나러 오랜만에 돌아오지만, 그녀가 둘째 딸인 사쿠라와 헤어져 슬퍼한다는 사실과 사쿠라가 마토 가문으로 입양되는데 결정적인 역할을 했던 사람이 친부인 토키오미라는 사실에 격분한다. 이에 카리야는 증오하던 조켄에게 찾아가 성배의 탈환을 조건으로, 사쿠라의 해방을 요구하며 마토의 대표로 4차 성배전쟁에 참전한다. 가문과 결별하여 마술사로서의 소양이 낮아진 자신의 스펙을 올리기 위하여 조켄의 각인충을 이식하는 도박을 하게 되는데, 사쿠라의 구제와 토키오미에게 복수할 수 있다는 생각으로 지옥같은 고통을 1년간 버텨낸다. 각인충의 이식 뒤에는 죽음이라는 결과밖에 남지 않지만, 사쿠라는 구하겠다는 일념 하나만으로 4차 성배전쟁에서 자신의 서번트인 버서커를 이용하여 싸워 나간다. 오래 못버티고 초반부에 탈락할 것으로 보였지만, 운이 좋았는지 후반부까지 참가자로 남는 등 나름의 활약을 한다. 그러나 폭주한 버서커의 마력소모를 견디지 못하고 탈락 - 죽을 힘을 다해 사쿠라도 구하려고 노력하지만 결국은 조켄의 벌레에게 먹혀 사망.

## 서번트

### 4차
- 세이버(Saber):
  - 성우 : 카와스미 아야코

·마스터 : 에미야 키리츠구
·진명 : 아르토리아 펜드래건(아서 왕)
·스테이터스
근력 : B / 마력 : A
내구 : A / 행운 : D
민첩 : A / 보구 : A++
클래스 능력 : 대마력 - A / 기승 - A
보유스킬 : 직감 - A / 마력방출 - A / 카리스마 - B
소유보구 : 풍왕결계 - A / 약속된 승리의 검 - A++ / 모든 것에서 먼 이상향 - EX
속성은 질서·선. 과거의 경력에 의하여 '기사왕'이라 불렸기에 역대 세이버 클래스중 최강이라 평가되지만, 다른 서번트와 달리 아직 죽지 않아 영체화를 하지 못한다는 약점을 지녔다. 그렇기에 아이리스필이 준비한 고급정장을 입고 남자인 척 행동하며 후유키시에서 활약한다. 성실하고 직선적이며 타인이 존경할 만한 카리스마를 지녔지만, 나쁘게 말하면 고지식하고 지기 싫어하는 경향이 있다. 기사로서의 긍지를 중요하게 여기며 전투에 임하는 스타일 이기에 수단과 방법을 가리지 않고 승리를 쟁취하려는 마스터 키리츠구의 방식에 불만이 많아 사이가 좋지 않다. 이점을 염두에 둔 키리츠구의 작전에 의하여 대리 마스터 행세를 하는 아이리스필을 전적으로 신뢰하며 싸워 나가고 있다. 참고로 페이트/스테이 나이트 시점처럼 먹을 것에 사족을 못 쓰는 개그스러운 모습은 일체 등장하지 않으며, 진지한 모습으로 묘사된다.
- 아처(Archer):
  - 성우 : 세키 토모카즈

·마스터 : 토오사카 토키오미 → 코토미네 키레이
·진명 : 길가메쉬
·스테이터스
근력 : B / 마력 : A
내구 : B / 행운 : A
민첩 : B / 보구 : EX
클래스 능력 : 대마력 - C / 단독행동 - A
보유스킬 : 황금율 - A / 신성 - B / 카리스마 - A+
소유보구 : 왕의 재보 - E ~ A++ / 천지를 가르는 개벽의 별 - EX
속성은 혼돈·선이다. 금색 갑옷을 착용하고 있으며 오만불손에 천상천하 유아독존의 태도로 일관한다. 원초의 영웅왕답게 뛰어난 통찰력과 식견을 지녔으며, 자신을 왕(짐)이라 칭한다. 이 세상의 모든 것이 다 자신의 소유물이라고 거리낌 없이 말한다. 성배전쟁에 참여한 목적도 성배라는 보물을 차지하려는 건방진 녀석들을 벌하기 위함이다. 본래 영령은 자신의 상징이 되는 보구를 1~3개 정도 밖에 가질 수 없지만, 원초의 영웅왕인 길가메쉬는 태고로부터 모아온 보물 창고인 '게이트 오브 바빌론'을 이용해 보구를 무수히 소유, 이들을 모두 사출시켜 공격하는 전투 스타일을 갖고 있다. 특히 창고안의 보구들 하나하나가 모든 신화, 전설에서 나오는 보구의 원전이기에 그강력함을 단연 으뜸이며, 그중에서도 최강의 성검 '엑스칼리버'를 웃도는 보구인 '에아'를 비장의 수단으로 삼고 있다. 통상 다른 천한 것들 잡종이라고 부르나 세이버나 라이더는 자신이 인정한 '왕'이므로 클래스 이름을 불러준다. 페이트 제로를 집필한 우로부치 겐의 말에 의하면, '마음만 먹는다면 하루 만에 성배전쟁을 종결시킬 수 있는 서번트'라며 갈가메쉬가 Fate 시리즈의 최강자임을 공인시켜 주었다. 작중에선 아쳐 클래스의 능력인 단독행동을 이용하여 후유키시 유흥가를 마음대로 드나들어 마스터인 토키오미의 골치를 썩힌다. 그럼에도 전투에선 강력한 모습을 부여주어 다른 팀들에게 엄청난 위압감을 드러내었다. 3권 시점에서 토키오미의 제자인 키레이의 악귀적인 본성을 일깨워주었으며, 결국은 스승인 토키오미를 살해하도록 만든다. 이후 길가메쉬는 키레이와 계약하였고 4차 성배전쟁에서 끝까지 살아남아 세이버와 싸윘는데, 이때 세이버에게 자신의 신부가 될 것을 명령하였다. 이 부분은 다음 5차 성배전쟁까지 이어진다.
- 랜서(Lancer):
  - 성우 : 미도리카와 히카루

·마스터 : 케이네스 엘멜로이 아치볼트 → 솔라우 누아다레 소피아리
·진명 : 디어뮈드 오 디나
·스테이터스
근력 : B / 마력 : D
내구 : C / 행운 : E
민첩 : A+ / 보구 : B
클래스 능력 : 대마력 - B
보유스킬 : 심안(진) - B / 매혹의 점 - C
소유보구 : 파마의 홍장미 - B / 필멸의 황장미 - B
속성은 질서·중용이다. 잘생긴 외모에 가죽으로 만들어진 경장갑을 착용한 전사로, 정체는 켈트족 전설에 등장하는 피오나 기사단 최고의 전사인「디어뮈드 오 디나」. 표표한 태도를 가장하면서도 우직할 정도로 기사도를 중히 여기는 무인(武人)으로, 전투에선 비겁한 짓을 할 수 없다는 신조 덕에 마스터인 케이네스와의 사이가 좋지 못하다. 그러나 같은 기사도의 정신을 교감한 세이버와는 사이가 좋은편. 눈밑에『매혹의 점』을 가지고 있는데, 이성의 상대를 매료시키는 효과를 지녔다.
디어뮈드는 랜서 클래스에 걸맞은 뛰어난 대인백병전 능력을 자랑하며, 변칙성 높은 두 보구인 『게이 저그』 & 『게이 보』를 최대한 활용하여 상대방의 허점을 공략하는 쌍창술이 특기. 그가 성배를 통하여 얻고싶은 소원은 주군에 대한 절대적인 충성으로, 과거 주군에게 충성하지 못한 것을 한으로 여겨 이러한 소망을 이루고자 한다.
- 라이더(Rider):
  - 성우 : 오오츠카 아키오

·마스터 : 웨이버 벨벳
·진명 : 이스칸다르(알렉산드로스 대왕)
·스테이터스
근력 : B / 마력 : C
내구 : A / 행운 : A+
민첩 : D / 보구 : A++
클래스 능력 : 대마력 - D / 기승 - A
보유스킬 : 신성 - C / 군략 - B / 카리스마 - A
소유보구 : 신위의 수레바퀴 - A+ / 아득한 유린제패 - A+ / 왕의 군세 - EX
속성은 중립·선이다. 구리빛 피부에 건장한 체격, 붉은 머리카락이 인상적인 서번트로 그의 정체는 전설적인 마케도니아의 정복왕인 이스칸다르(Iskandar)이다. 이스칸달은 '알렉산더 대왕'의 이슬람식 표기법이다.) 대범하고 호탕하며 전투에선 빈틈이 없는 대인배지만, 바보스러운 모습을 자주 보여주는 인물. 이번 성배전쟁도 정복의 한 부분으로 보고 참가중인데, 성배의 힘을 얻어 진정한 육체를 가진 상태로 다시 한번 정복의 길을 걷는것을 목표로 삼고있다. 그의 예측할 수 없는 언행덕에 마스터인 웨이버가 남모르게 마음고생을 하는 모습이 작중 곳곳에서 묘사된다. 평균을 웃도는 좋은 능력치와 더불어 강력한 파괴력을 지닌 대군보구 '신위의 수레바퀴'와 EX 랭크의 교유결계 보구인 '왕의 군세'를 지녀 4차 성배전쟁의 강력한 우승후보로 꼽힌다. 다른 서번트와의 전투나 정찰임무가 없으면 현대 전쟁무기 관련 다큐멘터리를 시청하거나 게임을 사모으는 등 오타쿠적인 모습을 보인다.
- 캐스터(Caster):
  - 성우 : 츠루오카 사토시

·마스터 : 우류 류노스케
·진명 : 질 드 레
·스테이터스
근력 : D / 마력 : C
내구 : E / 행운 : D
민첩 : D / 보구 : A+
클래스 능력 : 진지작성 - B / 도구작성 - X(없음)
보유스킬 : 정신오염 - A / 예술심미 - E-
소유보구 : 나인성 교본 - A+
속성은 혼돈·악이다. 4차 성배전쟁의 일곱 서번트 중 가장 음침하고 정신나간 인물로, 생긴 것과 어울리게 광기와 살인 전반에 푹빠져버린 광인(狂人). 진명은 15세기 프랑스와 영국의 백년 전쟁 당시 프랑스 육군을 이끌어 유명해졌으나, 자신의 상관이자 사랑하던 사람인 『잔 다르크』가 종교재판에 의하여 화형당하자 수많은 어린아이를 잔인하게 살해하며 흑마술을 연구한 질 드 레 백작이다. 당시엔 살인마 『푸른수염』 이라 불리며 악명을 떨쳤으며, 전근대적인 연쇄살인마의 표본으로 지금까지도 유명한 인물. 4차 성배전쟁에 캐스터로 소환되었지만, 생전의 행적을 따져보면 마술과의 인연이 별로 없기 때문에 이레귤러적인 측면이 강하다. 흑마술과 악마소환을 연구한 경력을 고려하면,『소환사(Summoner)』로서의 캐스터로 보는 게 바람직하다. 여하튼 특이한 과거경력과 정신상태를 가진 캐스터는 마스터인 우류 류노스케와 함께 후유키시에서 각종 살인을 일삼으며 일반시민들을 공포의 도가니로 빠뜨린다. 이러한 행동의 궁극적 목적은 사랑했던 여인 잔 다르크를 구제하는 것과 그녀를 구제해주지 않은 신에 대한 모독&복수이다. 잔 다르크에 대한 그의 집착은 거의 광적이며 누구도 말릴 수가 없는 수준. 세이버의 외모가 잔 다르크와 비슷한것을 심각하게 착각하여 [세이버 = 잔 다르크]라는 굳은 믿음을 가지고 있다.
- 어쌔씬(Assassin):
  - 성우 : 아베 사치에, 카와무라 타쿠오, 츠시 코우스케, 시마자키 노부나가, 무라카미 유우야, 마츠모토 시노부, 사사키 히로, 야마모토 이타루, 노사카 나오야, 사사키 요시히토, 쿠와하타 유스케, 야마다 카즈노리

·마스터 : 코토미네 키레이
·진명 : 하산 사바흐
·스테이터스
근력 : C / 마력 : C
내구 : D / 행운 : E
민첩 : A / 보구 : B
클래스 능력 : 기척차단 - A+
보유스킬 : 장지의 사서 - C / 전과백반 - A+
소유보구 : 망상환상 - B+
속성은 질서·악이다. 흰색 해골가면을 쓴 암살자의 영령으로, 진명은 고대 중동의 대도적인 『하산 사바흐』. 역대 19명의 핫산중 4차 성배전쟁에 소환된 핫산은 마지막 19대이며 다중인격을 소유하여 각각의 인격들이 다방면에서 뛰어났기 때문에 『천의 얼굴』이라 불렸다. 다른 서번트에 비해 전투능력은 한참 떨어지나, 어쌔신 클래스의 고유스킬인 『기척차단』을 이용한 정찰 & 은신은 최고의 수준으로 평가된다. 여기에 자신의 보구인 『망상환상』을 더하여 80명의 어쌔신이 후유키시 곳곳에 파견되어 각마스터와 서번트들의 정보를 수집한다. 이러한 첩보활동은 마스터인 키레이의 스승 토키오미의 명령에 의한 것이다. 생전에 19대의 핫산은 자신의 머릿속에 존재하는 수많은 인격때문에 고민이 많았다고 하는데, 성배에 빌고싶은 소원은「통합된 인격을 가지는 것」이라고 한다.
- 버서커(Berserker):
  - 성우 : 오키아유 료타로

·마스터 : 마토 카리야
·진명 : 랜슬롯
·스테이터스
근력 : A / 마력 : C
내구 : A / 행운 : B
민첩 : A+ / 보구 : A
클래스 능력 : 광화 - C
보유스킬 : 대마력 - E / 정령의 가호 - A / 무궁의 무련 = A+
소유보구 : 기사는 맨손으로 죽지 않고 - A++ / 스스로의 영광을 위해서가 아니라 - B / 훼손되지 않는 호수의 빛 - A++
속성은 질서·광. 검은 갑옷(Black Full Plate)으로 온몸을 철저하게 감춘 광전사이다. 진명은 아서왕 전설에도 나오는 원탁의 제1기사 -『호수의 기사』 랜슬롯. 생전에 원탁의 기사중 으뜸이라 불렸던 만큼, 광화하여 이성이 없다고는 믿기지 않을 수준으로 뛰어난 전투력과 보구능력을 자랑한다. 특히 자신이 손에 쥔 어떠한 물건이든 보구로 만들어버리는 『나이트 오브 아너』는 1권에서 길가메쉬의 초보구인 『왕의 재보』에 정면으로 맞설만큼 놀라운 능력을 보여주었다. 단, 버서커 클래스 고유의 약점인 극심한 마력소모 때문에 불완전한 마스터인 카리야에게 걸리는 부담이 심하며 장기간의 전투가 어렵다는 것이 약점인데, 이 약점은 아론다이트만 안꺼내면 문제가 없다. 애초에 카리아가 죽은 이유가 아론다이트의 해방으로 마력이 오링나서이니 약점이 마스터가 카리야였다는 것이다. 세이버로 현계한 인물이 자신의 주군인 아서 왕인걸 알고 있으며, 성배전쟁에 참전한 목적도 그녀와 관련있는 것으로 보인다. 작중 곳곳에서 세이버를 보는 것만으로도 억제가 안될 정도로 분노를 드러내며 폭주

### 5차
- 세이버(5차)
  - 성우 : 카와스미 아야코 / 양정화

세이버 프로필:
| 신장   | 154cm           |
| 체중   | 42kg            |
| 생일   | 7월 7일         |
| 별자리 | 게자리 (점성술) |

·마스터 : 에미야 시로(衛宮 士郞), 토오사카 린(遠坂 凜)(UBW 루트), 마토 사쿠라(間桐 櫻)-흑화된 상태(Heavens Feel 루트)
·진명 : 아르토리아 펜드래건(아서왕:King Arthur)
·스테이터스
근력 : 에미야 B 토오사카 A 사쿠라-A
마력 : 에미야 B 토오사카 A 사쿠라-A++
내구 : 에미야 C 토오사카 B 사쿠라-A
행운 : 에미야 B 토오사카 A+ 사쿠라-C
민첩 : 에미야 C 토오사카 B- 사쿠라-D
보구 : 에미야 C 토오사카 A++ 사쿠라-A++
에미야 시로의 서번트이자 검의 영령이다. 이미지 색은 청록색이며 속성은 질서·선이다. 성배를 바라는 영령 중 하나이며 최고의 클래스라는 ‘세이버’에 속한다. 시로의 불완전한 소환 절차 때문에 시로는 소환을 준비하지도 않았고 말려든 것에 불과해 마력 패스가 연결이 안되어 있었고 연결된 뒤에도 에미야가 원채 마력이 적다 보니까 마력 공급이 충분하지 못해서 능력을 마음껏 발휘하지 못하며, 다른 서번트와 달리 영체화를 하지 못한다. '기사왕'이라고도 불린다. 최강의 성검 '엑스칼리버'와 그 성검을 싸고 있는 임시 칼집인 '인비지블 에어'를 사용한다. 성격은 좋게 말하면 성실하고 정직하지만, 나쁘게 말하면 완고하고 지기 싫어하는 경향이 있다. 화나면 무섭지만, 때때로 외견에 걸맞은 소녀다운 모습을 보이기도 한다. 린과 계약했을 때는 그 힘을 제대로 보여 주었으며 키리츠구와는 성격이 맞지 않았다. 게임 내에서는 Fate 루트의 메인 히로인이다.
- 아처 (5차)
  - 성우 : 스와베 쥰이치 / 김승태

·마스터 : 토오사카 린(遠坂 凜)
·진명 : 에미야 시로 (영령)
·스테이터스
근력 : D 마력 : B
내구 : C 행운 : E
민첩 : C 보구 : ??(보구는 사실상 없음)
·토오사카 린의 서번트이자 활의 영령이다. 이미지 색은 빨강이며 속성은 중립·중용이다. 무기는 투영 마술로 투영해낸 보구를 사용하나, 보구의 원래 능력까지 끌어내지는 못한다. 주로 투영하는 보구는 화살로 개조한 칼라드볼그와 흐룬딩이다. 하지만 보구를 활에 화살처럼 매겨서 진명개방 및 로스트 판타즘이라는 보구를 파괴하는 대신 그에 맞먹는 위력을 내는 트리키한 전법을 사용하며 간장 막야라는 부부검인 쌍검을 쓰는 궁병이다. 세계의 억지력에 의해 투영한 무기의 랭크가 한두 단계 내려가는 페널티가 있으며 예외적으로 신이 벼려낸 무기(神造兵仗)인 '에아'와 '엑스칼리버'는 투영하지 못한다.(단, 페이트 컴플리트 마테리얼3의 기준으로, 본편에서는 엑스칼리버가 투영가능하다고 묘사됨. 즉, 설정이 정확하지 않음) 또한, 자신의 보구로 '고유결계 무한의 검제'를 지닌다. 통상의 고유결계는 전개하는 데 페널티가 부여되지만, 어떤 이유인지 그의 고유결계는 페널티를 받지 않는다. 그러나 게임 초반부에는 불완전한 소환 때문에 진명을 기억하지 못한다고 주장하며(다만 진명을 알게 되는 시점이 있다.) 자신의 보구는 사용하지 않는다. Fate 루트에서는 서번트 버서커의 발을 묶는 데 그치지 않고 목숨을 뺏은 일로 그의 정체, 능력에 의문을 품게 한다. Unlimited Blade Works 루트에서 그의 정체가 에미야 시로의 미래라고 밝혀진다. 아처로서의 그는 ‘정의의 사도’가 되겠다는 헛된 이상을 품은 과거의 자신을 제거하여 자신이 영웅이 되는 것을 막으려고 성배전쟁에 참여했다.
- 랜서(5차)
  - 성우 : 칸나 노부토시 / 위훈

·마스터 : 본래는 바제트 프라가 마크레미츠(バゼット・フラガ・マクレミッツ)이나 코토미네 키레이가 마스터의 권한을 빼앗음
·진명 : 쿠 훌린(아일랜드어: Cúchulainn)
·스테이터스
근력 : B 마력 : C
내구 : C 행운 : E
민첩 : A 보구 : B
·창의 영령이다. 이미지 색은 파랑이며 속성은 질서·중용이다. 아일랜드 신화에 등장하는 영웅으로 빛의 신 루 라바다의 아들이며 본명은 세탄타(Setanta)이나, 어렸을 때 컬린의 개를 죽인 후 죄의 대가로 컬린의 개를 대신한다고 자청하여 "쿠훌린" 또는 "쿠컬린"으로 불리게 되었다. 이름의 뜻은 ‘쿨린(컬린)의 개’이다. 높은 기동력과 백병전 능력을 갖추고 있으며 필중 필살의 심장을 뚫는 붉은 마창 게이 볼그(Gae bolg, 외국어 표기법 개정 이전에는 가 불가라 표기함)를 사용한다. 마스터에게 정찰 임무를 명령을 받고 있으며 주로 단독으로 행동한다. 코토미네 키레에게 강제로 사역당하고 있으며 속박의 역할을 하는 령주로 "정찰 이상의 행동은 하지 말라"는 명령을 받았으나 모든 서번트와 싸우고도 무사히 생환한 괴물 같은 서번트이다. 원래의 마스터인 바제트 프라가 마크레미츠(バゼット・フラガ・マクレミッツ)는 본편에는 등장하지 않고 팬디스크 페이트/할로우 아타락시아(Fate/Hollow Ataraxia)에서 히로인으로 등장한다. 바제트는 코토미네와 아는 사이로, 랜서를 소환한 후 감독역인 코토미네와 만나던 도중 방심하여 왼팔을 잘리고 마스터의 권한을 뺏긴 후 방치되었다.
- - 버서커(5차)
- 성우 : 사이젠 타다히사 / 안용욱

·마스터 : 이리야스필 폰 아인츠베른(Ilyasviel von Einzbern)
·진명 : 헤라클레스(고대 그리스어: Ήρακλης)
·스테이터스(광화스킬로 패러미터가 랭크업 되어 있다)
근력 : A+ 마력 : A
내구 : A 행운 : B
민첩 : A 보구 : A
·이리야스필의 서번트이며 광전사 영령이다. 이미지 컬러는 납색이며 속성은 혼돈·광이다. 그리스 신화에 나오는 최강의 영웅인 헤라클레스가 정체이다. 신장이 2m가 훨씬 넘는 거인이다. 세이버가 최고로 우수한 서번트라면, 버서커는 최고로 강력한 서번트다. 그동안 버서커 클래스의 마스터들은 모두 버서커의 막대한 마력 소모에 못이겨 자멸해버렸으나, 이리야 스필은 마술 생명체 호문쿨루스 - 즉 전신이 마술회로로 되어있어 방대한 마력을 가진데다 완벽히 제어까지 가능한 괴물 같은 마스터였으나, 본편에선 이리 치이고 저리 치이는 중간 보스급 역할 정도로 전락. 이성을 잃고 미쳐 있다는 것을 제외하면 그 파괴력은 압도적이다. 서번트 중 가장 힘이 세고 속도가 빠르고, 살아남는 것도 랜서(쿠 훌린)와 비슷할 정도. 1m 50cm가 넘어가는 거대한 부검을 마음대로 다루어 세이버를 압도한다. 그는 보구 God Hand - 열두번의 시련의 효과로 B 등급 이하의 공격을 모두 무시하고, 한번 받은 공격을 몸에 익혀 내성을 가진다. 목숨을 잃었을 때에는 자동으로 완벽한 상태로 되살아나는데, 최대 11번 소생할 수 있다. 즉, 생명 수가 12개. 일반적으로 그를 죽이려면 A 등급 이상의 각기 다른 공격을 사용해 열두 번 목숨을 앗아야 한다. 본편에서 소모된 '생명' 6개가 3일만에 충전된다는 언급으로 볼 때, 하루에 2개씩 회복되는 듯.
- 어새신
- 성우 : 미키 신이치로 / 위훈

·마스터 : 캐스터
·진명 : 사사키 코지로 (일본어: 佐々木 小次郞)
·스테이터스
근력 : C 마력 : E
내구 : E 행운 : A
민첩 : A+ 보구 :-(없음)
·류도사의 문지기이자 암살의 영령이다. 서번트인 캐스터에게 불렸다는 이유로 본래 소환되어야 할 영령이 아닌 이레귤러가 소환된 것. 류도사의 산문을 촉매로 소환되어 그곳에서 밖에 존재하지 못하는 특이성을 가지고 있다. 캐스터에게 명령받아 산문의 문지기 역할을 하고, 보구가 없으나 검술만은 세이버를 능가한다. 캐스터가 친 류도사의 강력한 방어 결계의 백업과 자신의 검술만으로 자신과 캐스터를 제외한 나머지의 서번트를 모두 격퇴하였다. 정체는 에도 시대의 검객 미야모토 무사시의 호적수로 알려져 있는 가공 인물이다. 단, 이 사사키 코지로는 그 검객이 아니라 '사사키 코지로에게 가장 가까운 인물 A' 가 소환된 것으로, 본인의 이름은 없다고 한다. 학교 교사인 소이치로와 호각으로 장기를 두는 등 머리는 좋다. 산문이라는 지리적 유리함과 캐스터의 백업이 있었다고는 하나, 그 헤라클레스와 호각으로 싸울 정도의 능력자.
- 캐스터
  - 성우 : 타나카 아츠코 / 지미애

·마스터 : 본래의 마스터는 불명.(TV판에서는 아트람 갈라이스타.) 사라져가는 캐스터와 쿠즈키 소이치로가 계약한다.
·진명 : 메데이아(고대 그리스어: Μήδεια)
·스테이터스
근력 : E 마력 : A+
내구 : E 행운 : B
민첩 : C 보구 : C
·쿠즈키 소이치로의 서번트이자 마술사의 영령이다. 이미지 색은 보라색이며 속성은 중립·악이다. 진명인 메데이아는 그리스 신화에 등장하는 마녀다. 콜키스의 왕녀로 이아손을 사랑하여 아버지를 배신하나, 이아손에게 버림받고 마녀로 화한다. 본래 마스터보다 월등한 마술실력을 가졌기 때문에 이전 마스터는 캐스터의 마력을 제한하고, 그것에 앙심을 품은 캐스터가 계책을 짜서 마스터를 죽인다. 그 뒤 쿠즈키 소이치로를 자신의 마스터로 섬기며 그를 연모한다. 보구는 룰 브레이커로, 모든 마술 효과를 무효로 만드는 능력을 갖고 있다. 이로 인해 마스터와 서번트 간의 계약을 해제할 수 있다. 아무리 낮은 랭크라도 보구를 해제할 수는 없지만, 의외로 엄청나다나. 후유키 시의 성배의 구조나 정체를 파악하여 진작에 이것저것 암약한다.
- 라이더
  - 성우 : 아사카와 유우 / 정윤정

·마스터 : 마토 사쿠라(間桐 櫻)가 본래 마스터이나, 오빠인 마토 신지(間桐 愼二)에게 양도하였다.
·진명 : 메두사
·스테이터스
근력 : C 마력 : B
내구 : E 행운 : D
민첩 : B 보구 : A+
·마토 신지의 서번트이자 기병의 영령이다. 이미지 색은 검정이며 속성은 혼돈·선이다. 그리스 신화에서 페르세우스에게 퇴치된 고르곤 3자매의 막내이다. 보구는 '기영의 고삐(벨레로폰)', '타자봉인 선혈신전(블러드포트 안드로메다)', '자기봉인 암흑신전(블레이커 고르곤)'이다. 선혈신전은 결계의 일종으로, 안에 있는 사람을 모조리 '녹여'버려 섭취해 마력으로 전환한다. 암흑신전은 쓰고 있는 안대로서, 그것을 풀어 봉인을 해제하면 '석화의 마안 키벨레'를 발동된다. 그 능력은 자신의 눈을 본 자를 석화시키는 것. 그래서 안대를 벗은 모습이 정직으로 계속 나와야 할 경우 마안살을 써서 마안을 죽이는 모습도 보인다. 여신으로 비유할 만큼 절세의 미녀이지만, 본인은 작고 귀여운 것이 아름답다고 생각해 자신의 큰 키에 콤플렉스를 가지고 있다.
- 길가메쉬(아처)
  - 성우 : 세키 토모카즈 / 위훈

·마스터 : 본래 마스터는 4차 성배전쟁 때의 마스터인 토오사카 토키오미(遠坂 時臣)이나 코토미네 키레가 그를 죽이고 계약하였다.
·진명 : 길가메쉬
·스테이터스
근력 : B 마력 : B
내구 : C 행운 : A
민첩 : C 보구 : EX
·이미지 색은 금이며 속성은 혼돈·선이다. 스토리 중반 이후 갑자기 등장하는 여덟 번째 서번트이다. 저번의 성배 전쟁에서 끝까지 살아남아 세이버와 싸웠으며, 원래 존재하지 않았어야 했으나 성배의 내용물을 뒤집어씀으로써 그대로 현계에 남아있게 되었다. 세이버에게 구혼(사실상 거의 성노예를 보는 듯한 눈빛)을 하나 기사왕의 긍지에 어긋나는고로 매번 거절받는다. 금색 항마갑을 착용하고 있으며 오만불손한 태도로 일관한다. 왕을 자칭하며, 이 세상의 모든 것이 다 자신의 소유물이라고 거리낌 없이 말한다. 일인칭은 ‘짐’이다. 본래 영령은 한 명당 자신의 상징이 되는 보구는 대충 1~3개 정도 밖에 가질 수 없지만, 태고로부터 모아온 보물 창고인 '게이트 오브 바빌론'을 이용해 보구를 무수히 소유, 이들을 모두 사출시켜 공격하는 전투 스타일을 갖고 있으나 그것은 길가메쉬의 최강 콤보는 아닌 것으로 오히려 '보구의 비'는 평타에 가깝다고 할 수 있다. 세이버는 보구투척을 뚫고 길가메쉬에게 접근하기까지 했으며 4차 성배전쟁의 라이더(진명은 이스칸달 혹은 알렉산더, 정복왕이라 불린다)는 민첩이 D에 불과하지만 그 보구들을 명마 부케팔로스의 도움을 얻어 돌파한 전례가 있다. 보구는 하나하나가 모든 신화, 전설에서 나오는 보구의 원전이며 길가메쉬는 이것을 잡고 보구의 능력을 사용할 수 있다. 하지만 극중 밸런스 조절으로 무기를 소유할뿐 100% 쓸 줄은 모른다는 느낌이라, 개별의 무기를 다루지 않고 발사용으로만 이용해 게이트 오브 바빌론 자체를 하나의 보구로 볼 수 있다. 또한 최강의 성검 '엑스칼리버'를 웃도는 보구 '천지를 갈라놓는 개벽의 별(에누마 엘리쉬)'을 지닌다. 통상 다른 천한 것들 - 그의 기준에서 - 은 잡종이라고 부르나 아르토리아, 이스칸달은 자신이 인정한 '왕'이므로 직접 클래스를 불러준다. 페이트 제로를 집필한 우로부치 겐의 말에 의하면, '마음만 먹는다면 하루 만에 성배전쟁을 종결시킬 수 있는 서번트다.